# Hippotion theylia
Hippotion theylia är en fjärilsart som beskrevs av Pieter Cramer 1779. Hippotion theylia ingår i släktet Hippotion och familjen svärmare. Inga underarter finns listade i Catalogue of Life.